# Gustav Strömsvik
Gustav Strömsvik, född 27 mars 1901 i Tjongsfjorden i Rödöy kommun, död 6 januari 1983 på samma plats, var en norsk arkeolog som är känd för att ha lett utgrävningarna och arbetet med att återställa Mayamonument över Copan i Honduras.
Strömsvik föddes i Tjongsfjorden i Nordland och gick till sjöss 1918 vid 17 års ålder. Efter några år som en eldare hoppade han överbord och simmade iland i Mexiko. Han var då illegala invandrare och hamnade i Chichen Itza, där han fick arbete. Han konstruerade flera maskiner som underlättade arbetet och fick efter det i uppdrag att leda schaktning och restaurering av Maya-ruinerna av Copán i Honduras. Strömsviks arbete ledde till en bättre förståelse av Mayakulturen.
Under Andra världskriget tjänstgjorde han som sjöman och deltog i invasionen av Normandie. Efter kriget återvände han till Copán. Strömsvik var självlärd i arkeologi och hade ingen formell utbildning. Detta ledde till att han tvingades bort från sin position av akademiker från USA, och 1948 lämnade han Copán och reste tillbaka till Tjongsfjorden, där han bodde resten av sitt liv.